# Adolf Mordhorst
Adolf Hermann Mordhorst (* 18. März 1866 in Glückstadt; † 27. Februar 1951 in Flensburg) war ein deutscher evangelisch-lutherischer Theologe, Pastor, Propst und Bischof für Holstein der Evangelisch-Lutherischen Landeskirche Schleswig-Holsteins.

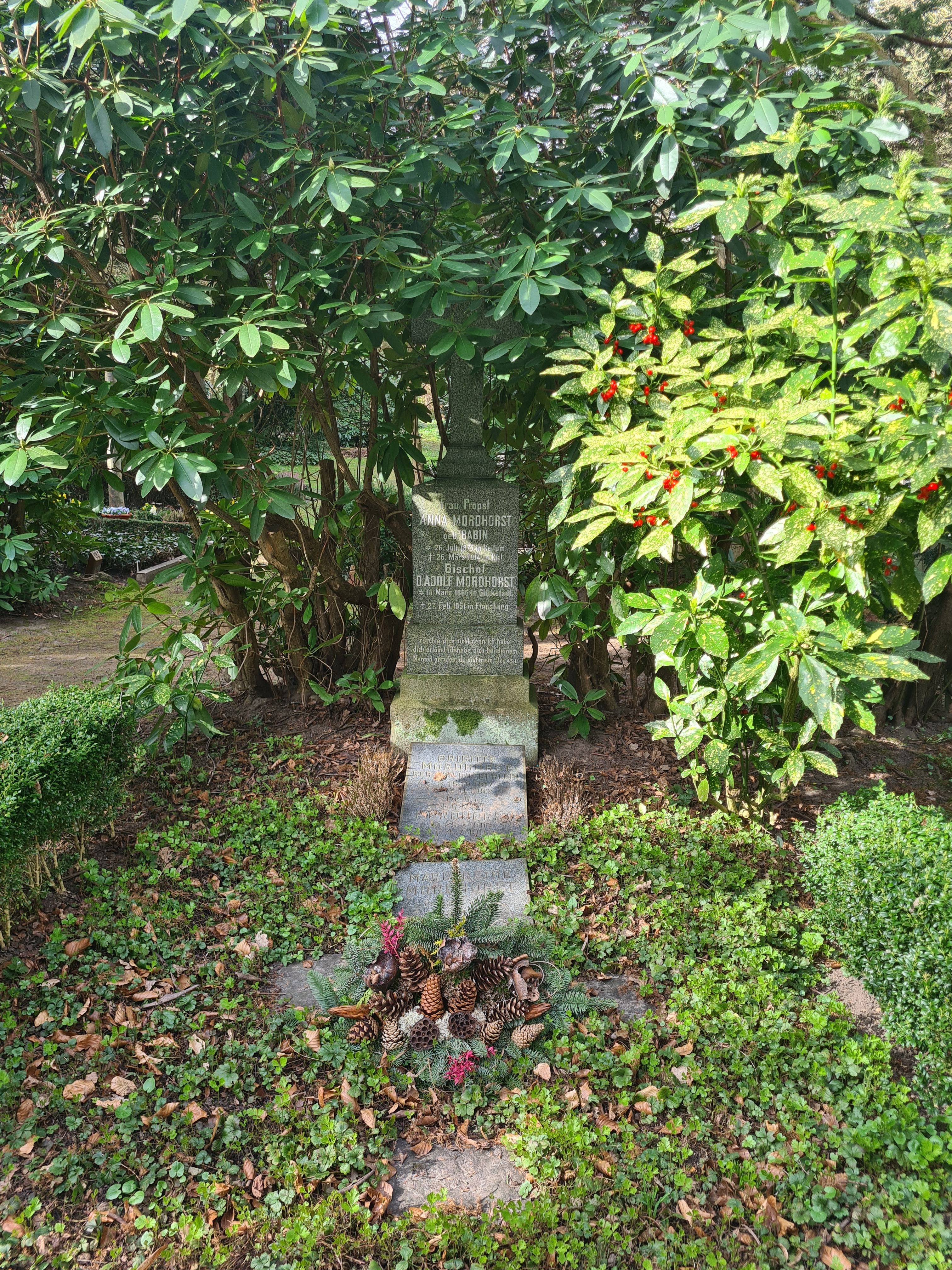
Das Grab von Adolf Mordhorst und seiner Ehefrau Anna geborene Badin auf dem Südfriedhof in Kiel

## Leben und Wirken
Nach dem Studium der Evangelischen Theologie in Kiel und Berlin wurde Mordhorst 1890 ordiniert und Provinzialvikar in Schleswig-Friedrichsberg.  1891 ging er als Hilfsgeistlicher nach Süderhastedt und wurde dort ab 1893 Pastor. 1899 wechselte er in die Pfarrstelle Schleswig-Friedrichsberg und wurde 1908 zum Propst und Pastor in Kiel ernannt. Dort war er von 1908 bis 1932 Vorsitzender der „Kieler Stadtmission e.V.“ und seit 1910 Konsistorialrat und geistliches Mitglied im ev.-luth. Konsistorium für die Provinz Schleswig-Holstein.
1917 wurde er Generalsuperintendent für Holstein in der ev.-luth. Kirche der Provinz Schleswig-Holstein. 1921 erlangte er die Ehrendoktorwürde der Theologischen Fakultät der Universität Kiel. Von 1923 bis 1934 war er Vorsitzender des „Ev. Landeswohlfahrtsdienstes für Schleswig-Holstein“. 1923 wurde er Ehrenmitglied des Kieler Wingolf.
Mordhorst war zeitweilig Mitglied des Deutschen Evangelischen Kirchenausschusses und des Deutschen Evangelischen Kirchenbundesrates.
Am 16. Oktober 1924 wurde er zum Bischof für Holstein der Ev.-Luth. Landeskirche Schleswig-Holsteins gewählt. Am 12. September 1933 wurde sein Bischofsamt (und das seines Kollegen Eduard Völkel) durch die Landessynode der schleswig-holsteinischen Landeskirche aufgehoben und Mordhorst mit sofortiger Wirkung durch den Landeskirchenausschuss beurlaubt. Zum 1. Januar 1934 wurde er in den Ruhestand versetzt.
Von 1934 bis 1947 war Mordhorst Vorsitzender des Landesvereins für Innere Mission Schleswig-Holstein. Er arbeitete zeitweilig im Vorstand des Vereins für Schleswig-Holsteinische Kirchengeschichte mit.
Mordhorst liegt auf dem Kieler Südfriedhof begraben.

## Werke (Auswahl)

### Als Autor
- Es ist das Licht noch eine kleine Weile bei euch. Kieler Stadtmission, Kiel 1922.
- Die Hütte Gottes bei den Menschen. H. Lorenzen, Altona 1928.
- Denkschrift über wichtige Erscheinungen des kirchlichen Lebens in der Schleswig-Holsteinischen Landeskirche seit Einführung ihrer Verfassung, der 3. ordentlichen Landessynode erstattet von der Kirchenregierung. [Landeskirchenamt], Kiel 1928.
- Der Fackellauf des himmlischen Feuers in der Geschichte der Diakonie. Ev.-luth. Diakonissen-Anstalt, Altona 1936.

### Als Mitarbeiter
- Früchte des Christentums, Schleswig: H. Maas [1926].
- Friedrich Lemke: Heilige Weihnacht! Schleswig: J. Bergas 1928.
- Johannes Hoffmann: Die ev.-luth. Diakonissenanstalt für Schleswig-Holstein in Altona 1867–1927, Altona: Selbstverlag d. Diakonissenanstalt [1928], 2. Aufl., vermehrt um die von Sr. Magnifizenz Bischof D. [Adolf] Mordhorst, Kiel, am 28. Dezember 1927 gehaltene Predigt.
- Verwaltungsordnung für die Kirchengemeinden der Evangelisch-Lutherischen Landeskirche Schleswig-Holsteins, Bordesholm i. H.: H.H. Nölke 1930.